# Mikroregion Pirassununga

Mikroregion Pirassununga

Mikroregion Pirassununga – mikroregion w brazylijskim stanie São Paulo należący do mezoregionu Campinas.

## Gminy
- Aguaí
- Pirassununga
- Porto Ferreira
- Santa Cruz das Palmeiras